# Helen Denman
Helen Denman (Perth, Australia, 4 de septiembre de 1976) es una nadadora australiana retirada especializada en pruebas de estilo braza, donde consiguió ser subcampeona mundial en 1998 en los 100 metros estilo braza.

## Carrera deportiva
En el Campeonato Mundial de Natación de 1998 celebrado en Perth (Australia), ganó la medalla de plata en los 100 metros estilo braza, con un tiempo de 1:08.51 segundos, tras la estadounidense Kristy Kowal (oro con 1:08.42 segundos) y por delante de la canadiense Lauren van Oosten (bronce con 1:08.66 segundos).